# Velîkovesele, Vradiivka
Velîkovesele (în ucraineană Великовеселе) este localitatea de reședință a comunei Velîkovesele din raionul Vradiivka, regiunea Mîkolaiiv, Ucraina.

## Demografie
Componența lingvistică a localității Velîkovesele
     Ucraineană (97,29%)
     Română (1,97%)
     Alte limbi (0,74%)
Conform recensământului din 2001, majoritatea populației localității Velîkovesele era vorbitoare de ucraineană (97,29%), existând în minoritate și vorbitori de română (1,97%).